# Cum am cunoscut-o pe mama voastră
Cum am cunoscut-o pe mama voastră (engleză: How I Met Your Mother) este un sitcom american care a rulat pe canalul american CBS între 19 septembrie 2005 și 31 martie 2014. A fost creat de Craig Thomas și Carter Bays, care au fost și producători executivi ai serialului și au scris scenariul multor episoade.
Stabilit în Manhattan, serialul urmărește viața  socială și romantică a lui Ted Mosby (interpretat de Josh Radnor) și a prietenilor săi Marshall Eriksen (Jason Segel), Robin Scherbatsky (Cobie Smulders), Lily Aldrin (Alyson Hannigan) și Barney Stinson (Neil Patrick Harris). La începutul episoadelor, personajul principal, Ted, voce interpretată de Bob Saget, deși nu apare, le povestește celor doi copii ai săi, în anul 2030, evenimentele care au dus la întâlnirea sa cu mama lor.
Cunoscut pentru structura și umorul său excentric, serialul a avut un mare succes, primind recenzii majoritar pozitive. A fost nominalizat de 24 de ori la Premiile Emmy, câștigând 7. În 2010, Alyson Hannigan a câștigat  People's Choice Award pentru cea mai favorită actriță de comedie și Neil Patrick Harris a câștigat același premiu pentru actorul favorit dintr-un serial TV.
Spin-off-ul serialului Cum am cunoscut-o pe mama voastră (engleză: How I Met Your Mother) este tot un sitcom american numit Cum l-am cunoscut pe tatăl vostru (engleză: How I Met Your Father) care rulează pe Hulu, începând cu 18 ianuarie 2022. Serialul, care îi are în distribuție pe Hilary Duff, Christopher Lowell, Francia Raisa, Suraj Sharma, Tom Ainsley Arhivat în 26 ianuarie 2022, la Wayback Machine., Tien Tran și Kim Cattrall, urmărește personajul principal, Sophie (Hilary Duff), și grupul ei de prieteni din Manhattan-ul New York-ului. Serialul o prezintă pe Sophie (Kim Cattrall), care îi povestește fiului ei, după 50 de ani, evenimentele care au dus la cunoașterea tatălui său în ianuarie 2022. Pe fiul acesteia serialul nu îl prezintă vizual, ci doar auditiv. Acest tip de prezentare a poveștii cunoașterii dintre mamă și tată este întâlnită și în serialul Cum am cunoscut-o pe mama voastră (engleză: How I Met Your Mother). Diferența dintre cele două seriale este personajul principal. În serialul Cum am cunoscut-o pe mama voastră (engleză: How I Met Your Mother), personajul principal era un bărbat care le povestea copiilor cum le-a cunoscut mama, în schim în serialul Cum l-am cunsocut pe tatăl vostru (engleză: How I Met Your Father), personajul  principal este o femeie care îi povestește copilului ei cum l-a întalnit pe tatăl lui.

Pe 21 aprilie 2021, serialul spin-off intitulat Cum l-am cunoscut pe tatăl vostru (engleză: How I Met Your Father) a primit o comandă de o serie de 10 episoade de către Hulu. Aptaker și Berger vor servi ca scriitori, creatori și producători executivi, în timp ce Hilary Duff va servi ca producător. Pe 15 februarie 2022, Hulu a reînnoit seria pentru un al doilea sezon cu 20 de episoade.
1. ↑  „copie arhivă”. Arhivat din original la 7 aprilie 2014. Accesat în 16 mai 2013.
2. ↑  „copie arhivă”. Arhivat din original la 1 noiembrie 2012. Accesat în 16 mai 2013.
3. 1 2  „How I Met Your Mother cast”. CBS. Accesat în 24 decembrie 2009.
4. ↑  „CBS announces 2011–2012 premiere dates”. CBS Express. 29 iunie 2011. Arhivat din original la 24 septembrie 2011. Accesat în 6 august 2011.
5. 1 2 3  „How I Met Your Mother”, Central Air, University of Pittsburgh Press, pp. 34–34, 15 martie 2022, accesat în 21 aprilie 2022
6. ↑  „FEBRUARY 15 DEADLINE FOR ARCHAEOLOGY FIELD SCHOOL LISTINGS”, Anthropology News, 15 (2), pp. 9–9, februarie 1974, doi:10.1111/an.1974.15.2.9.1, ISSN 1541-6151, accesat în 21 aprilie 2022